# المدرسة الحبيبية الصغرى
المدرسة الحبيبية الصغرى هي مدرسة من مدارس مدينة تونس تأسست في عام 1927في عهد محمد الحبيب باي باي تونس من 1922 إلى 1929.
سميت بالحبيبية الصغرى نسبة للمدرسة الحبيبية الكبرى و هي من أواخر مدارس السكنى التي تأسست في مدينة تونس و تعودإلى القرن العشرين.

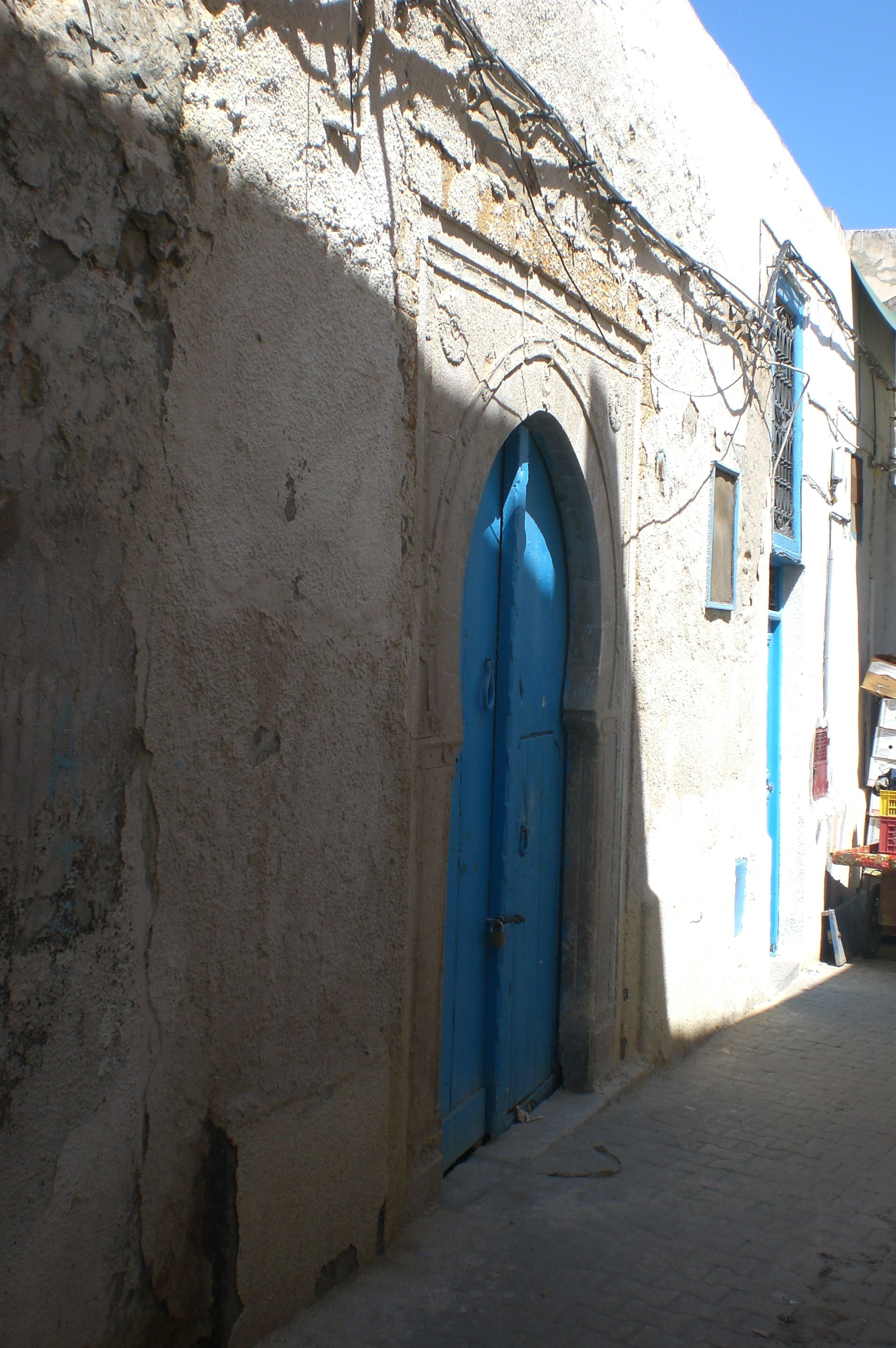
الباب الخارجي للمدرسة الحبيبية الصغرى
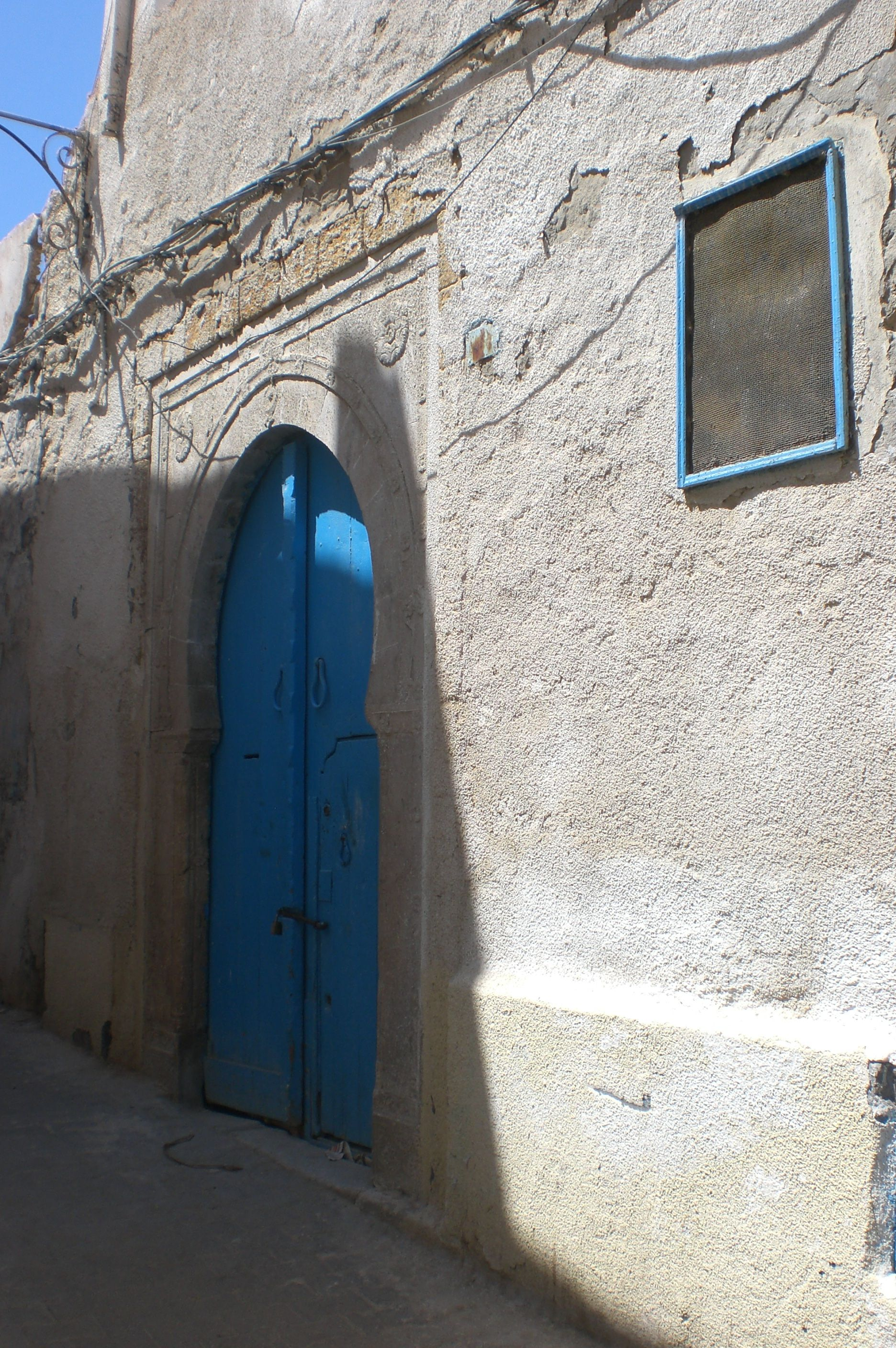
الباب الخارجي للمدرسة الحبيبية الصغرى من زاوية ثانية